# Куценко Ганна Сергіївна
Га́нна Сергі́ївна Куце́нко (* 1988) — українська спортсменка (академічне веслування). Майстер спорту (2006), майстер спорту України міжнародного класу (2009).

## З життєпису
Народилася 1988 року в місті Дніпропетровськ. 2011 року закінчила Дніпропетровський інститут фізичної культури і спорту.
2009 — бронзова призерка чемпіонату Європи серед дорослих у складі розпашної вісімки (Берестя, Білорусь). Того ж року — чемпіонка світу серед молоді до 23 років у парній четвірці (Рачіце, Чехія).
Багаторазова переможниця чемпіонатів України. Виступала за спортивне товариство «Динамо», дніпропетровську Школу вищої спортивної майстерності. Тренери — Р. Дегтяренко, Ю. Коваленко.